# Топовый узел
То́повый у́зел (англ. Masthead Knot) — морской серединный временный крепёжный узел. Состоит из трёх полуштыков, переплетённых между собой. На парусных кораблях служит для прикрепления различных тросов к топу мачты, если на ней нет рымов и гаков. Узел размещают на топе временной мачты, под узлом прибивают гвоздями утки, или делают на мачте неглубокие желоба, или вокруг узла в мачту вбивают деревянные гвозди, или, на худой конец, под узел на мачту подкладывают резину или парусину, чтобы узел не съезжал. Бакштаги прикрепляют к петлям топового узла бекетовыми. Для затягивания узла необходимо одновременно потянуть за три петли — боковые петли тянут руками, а для серединной даже используют зубы. Коренные концы прихватывают к петлям схватками, а если необходима четвёртая петля для дополнительного штага, то концы узла могут быть связаны вместе, создавая петлю.
В быту топовый узел может быть применён для крепления на вершине шеста грузовой стрелы (флагштока, антенны, саженца дерева) для крепления оттяжек. Также возможно использовать для переноски того, что не имеет ручки (камень, арбуз, ядро), однако, чаще всего для этого используют погрузочные сети. Для переноски крупного арбуза необходима верёвка длиной приблизительно 3 метра. Иногда топовый узел используют для переноски кувшина, отчего называют «кувшинным», схожим по использованию с амфорным узлом.
Топовый узел также относят к декоративным по причине узкой специализации (не находится иных вариантов использования).
Существуют четыре способа завязывания топового узла.

## Разновидности
Существуют несколько узлов, предназначенных для узкой цели крепления к верху мачты, или носящих название «топовый»:
- Топовый узел имеет 3 точки использования
- Южный крест имеет 3 точки использования
- Олимпийский узел имеет 3 точки использования
- Амфорный узел имеет 2 точки использования
- Французский топовый узел имеет 2 точки использования
- Пьяный узел имеет 2 точки использования
- Кандальный узел имеет 2 точки использования
- Бегущий простой узел имеет 1 точку использования

Различные способы завязывания топового узла
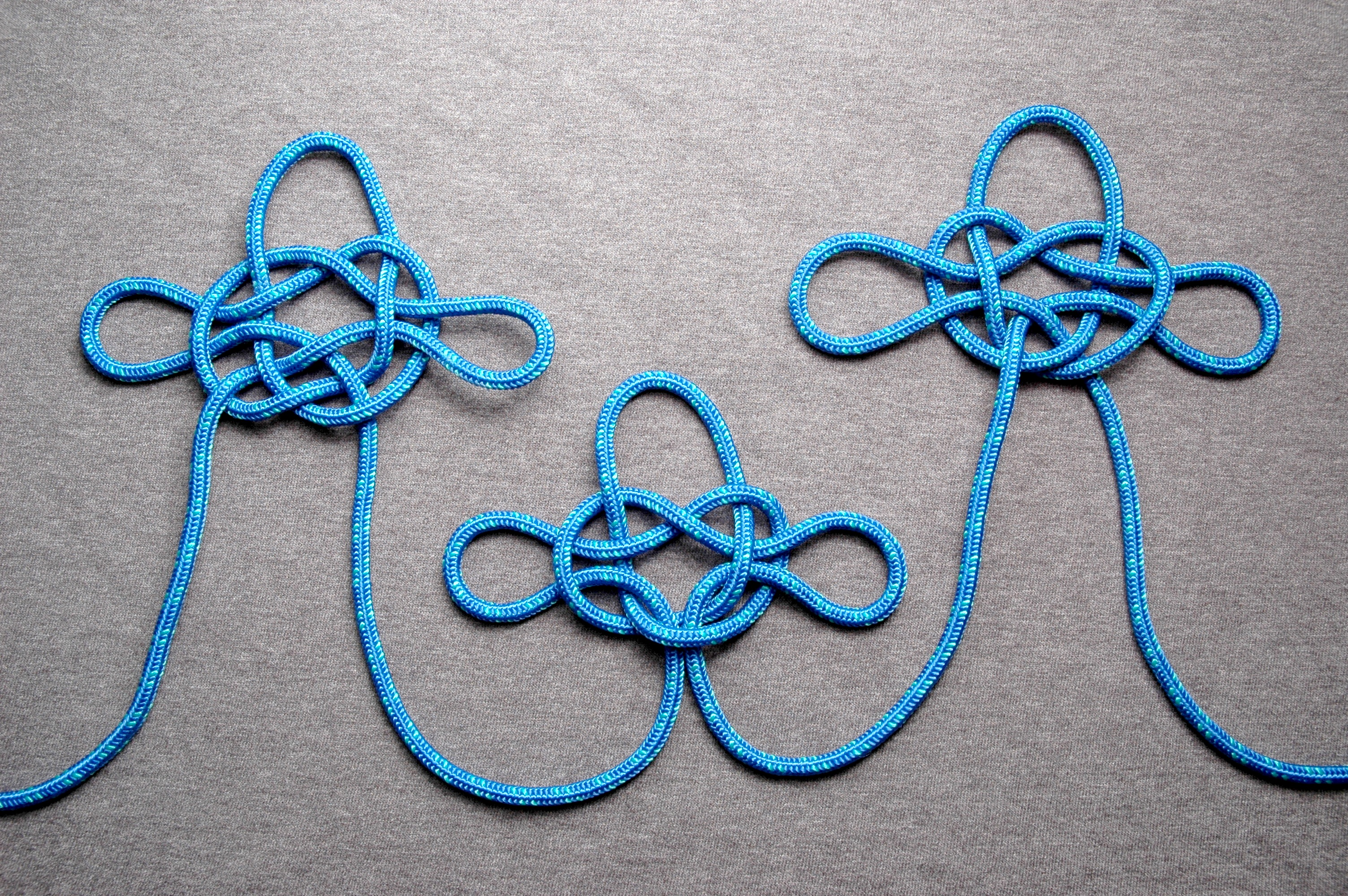
Слева — топовый узел; посреди — пьяный узел в основе топового; справа — кандальный узел в основе топового
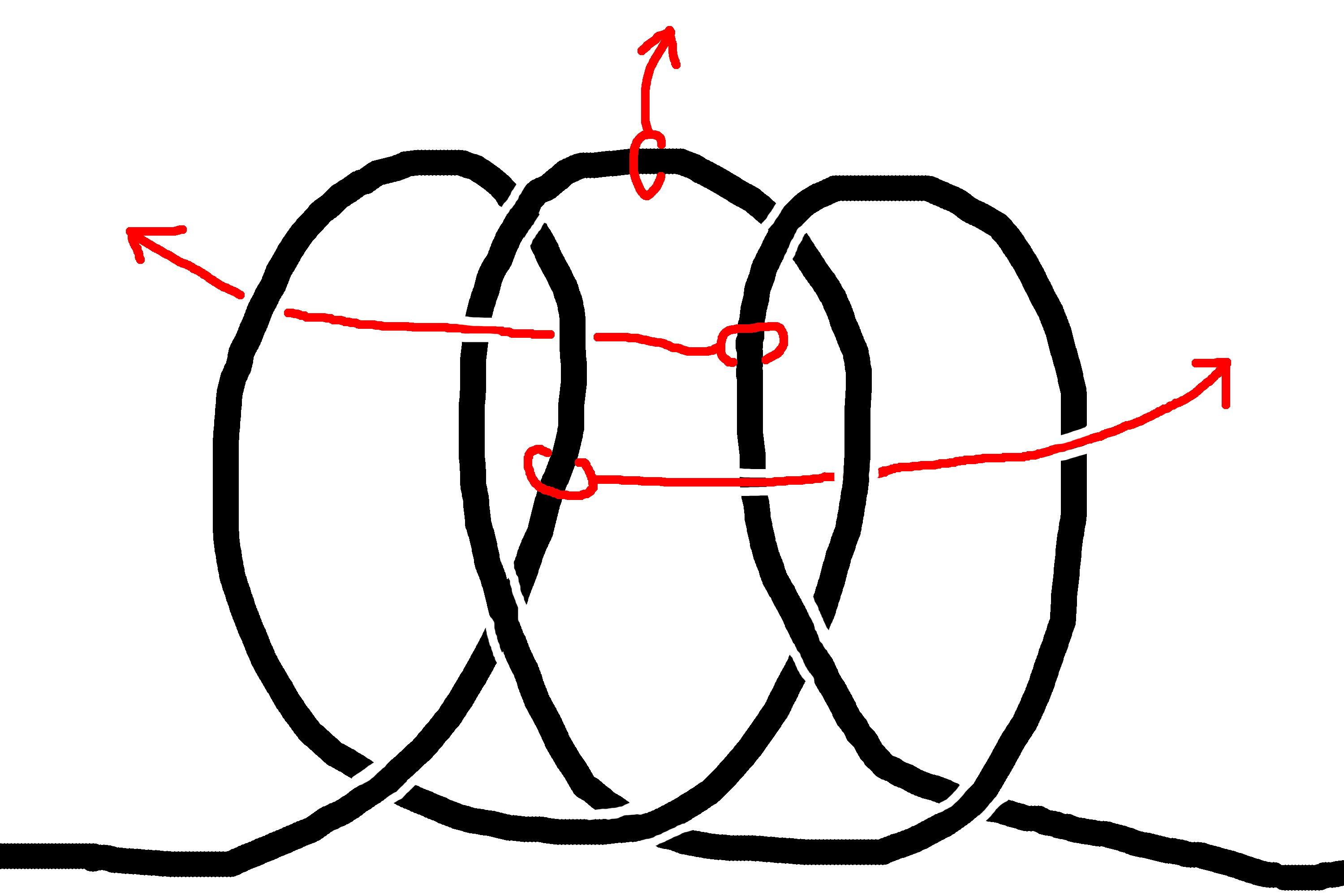
Завязывание топового узла; состоит из трёх полуштыков
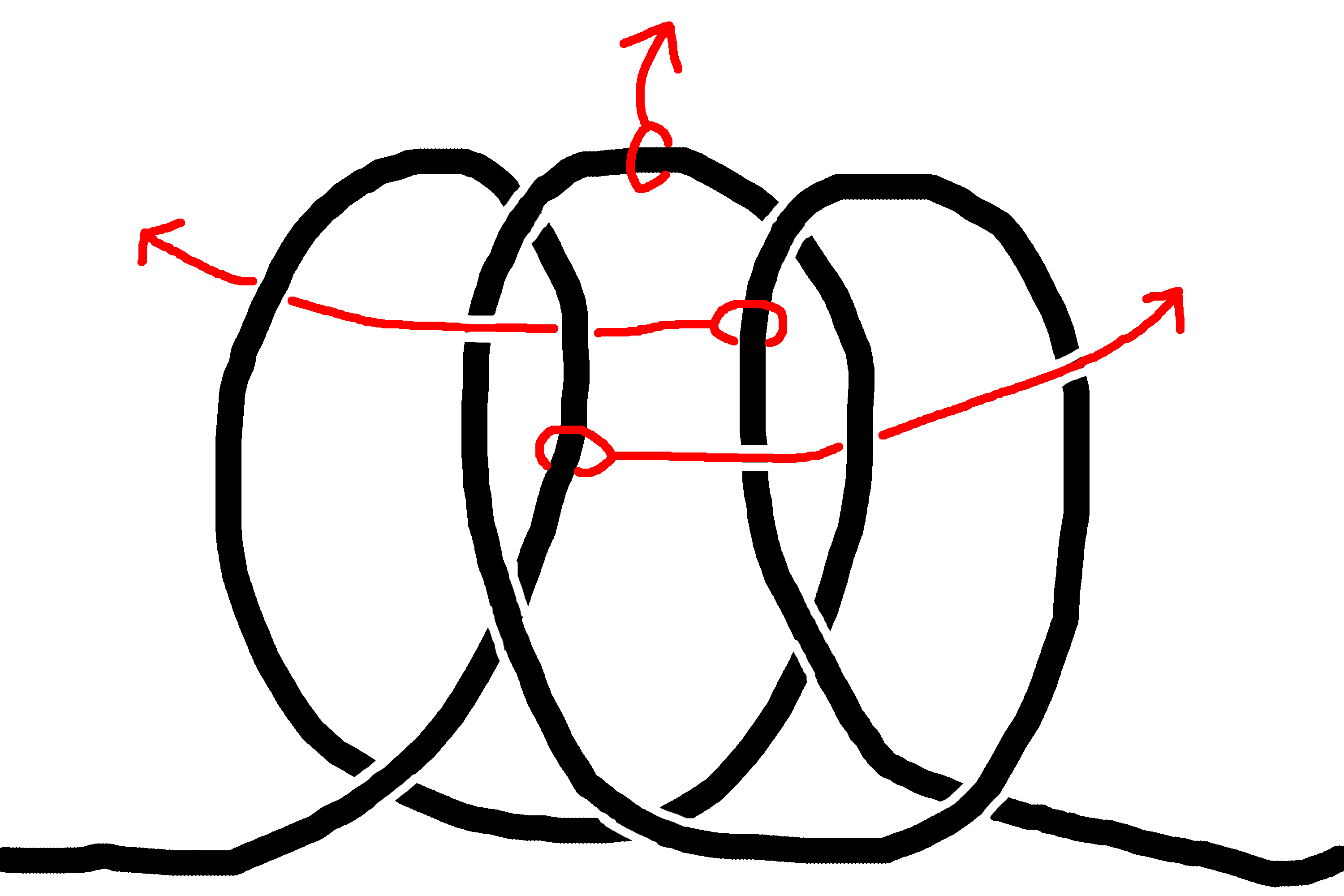
Завязывание топового узла из пьяного; состоит из полуштыка, шлага, полуштыка
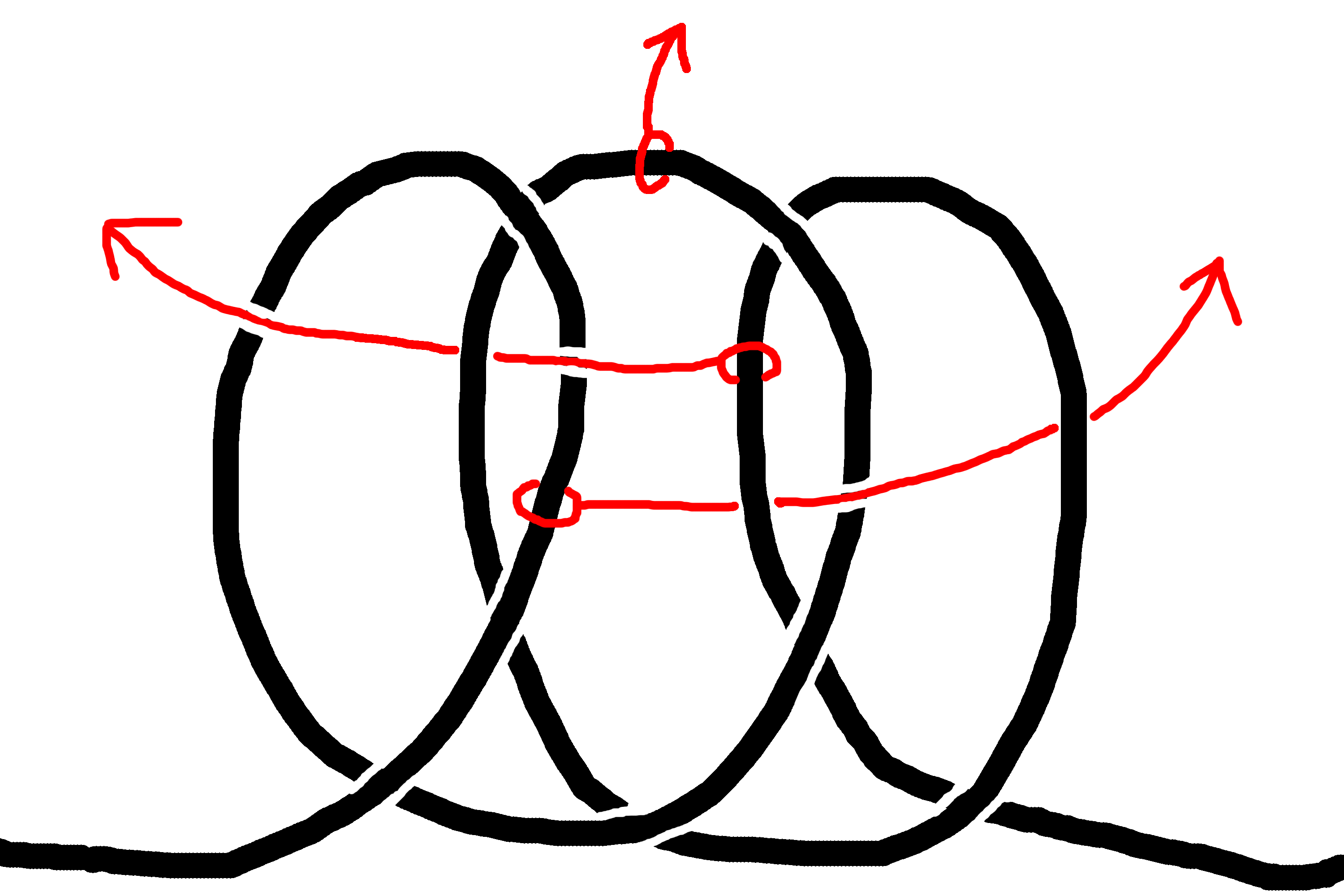
Завязывание топового узла из кандального; состоит из трёх шлагов; является наилучшим из топовых узлов